# 石橋內閣
石橋内閣（日语：／ Ishibashi Naikaku */?）是日本眾議院議員、自由民主黨總裁石橋湛山就任第55任內閣總理大臣（首相）後，自1956年12月23日至1957年2月25日組成的內閣。

## 國務大臣
- 內閣總理大臣 - 石橋湛山
- 法務大臣 - 石橋湛山（臨時代理）／中村梅吉（1956年12月23日 -）
- 外務大臣 - 石橋湛山（臨時代理）／岸信介（1956年12月23日 -）
- 大藏大臣 - 石橋湛山（臨時代理）／池田勇人（1956年12月23日 -）
- 文部大臣 - 石橋湛山（臨時代理）／灘尾弘吉（1956年12月23日 -）
- 厚生大臣 - 石橋湛山（臨時代理）／神田博（1956年12月23日 -）
- 農林大臣 - 石橋湛山（臨時代理）／井出一太郎（1956年12月23日 -）
- 通商產業大臣 - 石橋湛山（臨時代理）／水田三喜男（1956年12月23日 -）
- 運輸大臣 - 石橋湛山（臨時代理）／宮澤胤勇（1956年12月23日 -）
- 郵政大臣 - 石橋湛山（臨時代理）／石橋湛山（兼務、1956年12月23日 -）／平井太郎（1956年12月27日 -）
- 勞動大臣 - 石橋湛山（臨時代理）／松浦周太郎（1956年12月23日 -）
- 建設大臣、首都圈整備委員會委員長 - 石橋湛山（大臣臨時代理、委員長事務代理）／南条德男（1956年12月23日 -）
- 行政管理廳長官、國家公安委員會委員長 - 石橋湛山（事務代理）／大久保留次郎（1956年12月23日 -）
- 北海道開發廳長官 - 石橋湛山（事務代理）／川村松助（1956年12月27日 -）
- 自治廳長官 - 石橋湛山（事務代理）／田中伊三次（1956年12月23日 -）
- 防衛廳長官 - 石橋湛山（事務代理）／岸信介（1956年12月31日 -）／小瀧彬（1957年2月2日 -）
- 經濟企劃廳長官、科學技術廳長官 - 石橋湛山（事務代理）／宇田耕一（1956年12月23日 -）
- 內閣官房長官 - 石田博英
  - 內閣法制局長官 - 林修三
  - 內閣官房副長官（政務） - 北澤直吉
  - 內閣官房副長官（事務） - 田中榮一

## 外部連結
- 閣僚名單 （页面存档备份，存于）